# Burgstall Oberlaimbach
Der Burgstall Oberlaimbach, auch Schloss Oberlaimbach genannt, ist eine abgegangene frühmittelalterliche Niederungsburg am Laimbach nordöstlich von Oberlaimbach, einem heutigen Gemeindeteil von Scheinfeld im Landkreis Neustadt an der Aisch-Bad Windsheim in Bayern.
Die Veste am Leymbach, die in einer alten Flurkarte als aufwendig ausgemarkte Veste Oberlaimbach zu erkennen ist, wurde erstmals im Jahre 912 urkundlich mit der Übergabe von Gütern des Königs Konrad I. an Bischof Dracholf erwähnt. Sie stand eventuell im Zusammenhang mit dem ehemaligen Kloster Megingaudeshausen, welches in der Stiftungsurkunde von 816 mit der lateinischen Ortsbezeichnung Super fluvium Leymbach (Super fluvium =über dem Fluss) Eingang fand, was neuere Grabungen auf der Burgstelle zu bestätigen scheinen. Das Kloster wurde im Jahr 877 bereits nach Münsterschwarzach verlegt. Nachdem das Schloss Oberlaimbach in sehr schlechtem Zustand war und durch den Ortadel eine Unterscheidung zwischen Ober- und Unterlaimbach notwendig war, wurde in Unterlaimbach ab 1357 mit der Errichtung des Schlosses Unterlaimbach begonnen. 1186–89 ist erstmals der Ortsadel mit Hermannus de Leimbach, als Zeuge einer Urkunde des Bischofs von Bamberg belegt.
Von der 1992 auf einem Wiesengelände wiederentdeckten ehemaligen kreisrunden Burganlage mit einem Durchmesser von 35 Metern ist nichts erhalten.